# آموس لی
آموس لی (به انگلیسی: Amos Lee) متولد ۲۲ ژوئن ۱۹۷۷ در فیلادلفیا خواننده و ترانه‌سرای اهل آمریکا است.
سبک موسیقی وی محلی بوده و از نوع سول است. آموس در فیلادلفیا متولد شده و از دانشگاه کارولینای جنوبی در رشته زبان انگلیسی فارغ‌التحصیل شده‌است.